# Manfred Lentzen
Manfred Lentzen (* 15. Juli 1940 in Dormagen) ist ein deutscher Romanist und Literaturwissenschaftler.

## Leben und Werk
Lentzen legte das Abitur in Mönchengladbach-Rheydt ab und studierte ab 1960 Romanische und Klassische Philologie an der Universität zu Köln. 1965 wurde er ebenda promoviert mit der Dissertation Carlos Arniches. Vom "género chico" zur "tragedia grotesca" (Minard/Droz, Genf/Paris 1966) und war von 1965 bis 1970 Assistent von Fritz Schalk. 1970 habilitierte er sich mit der Schrift Studien zur Dante-Exegese Cristoforo Landinos (Böhlau, Köln 1971) und wurde 1972 Wissenschaftlicher Rat und Professor. Von 1974 bis zu seiner Emeritierung besetzte er an der Universität Münster den Lehrstuhl für Romanische Philologie mit besonderer Berücksichtigung der italienischen Philologie.
Lentzen gab vier Bände Einzelinterpretationen zur italienischen Literatur des 20. Jahrhunderts heraus (Schmidt, Berlin 2000–2008). Seit 1999 ist er Mitherausgeber der Zeitschrift Archiv für das Studium der neueren Sprachen und Literaturen.

## Werke (Auswahl)
- Der spanische Bürgerkrieg und die Dichter. Beispiele des politischen Engagements in der Literatur. Winter, Heidelberg 1985.
- Italienische Lyrik des 20. Jahrhunderts. Von den Avantgarden der ersten Jahrzehnte zu einer "neuen Innerlichkeit". Klostermann, Frankfurt am Main 1994.
- Literarische Texte in ihrer Zeit. Romanistische (insbesondere italianistische) Beispiele vom Mittelalter bis zum Ausgang der Renaissance. Wissenschaftliche Buchgesellschaft, Darmstadt 2010.
- Spanische Literatur im historischen, politischen und kulturellen Kontext. Goldenes Zeitalter, Aufklärung, 20. Jahrhundert. Schmidt, Berlin 2012.